# Neotoma albigula
Neotoma albigula là một loài động vật có vú trong họ Cricetidae, bộ Gặm nhấm. Loài này được Hartley mô tả năm 1894.